# Shabana Azmi
Shabana Azmi, född 18 september 1950 i Delhi, Indien, är en indisk skådespelare, dotter till poeten Kaifi Azmi.

## Filmografi
- 1990 - Immigranterna
- 1992 – Glädjens stad
- 2018 – Familjeband (TV-serie)